# Coccometra
Coccometra is een geslacht van haarsterren uit de familie Antedonidae.

## Soorten
- Coccometra guttata A.H. Clark, 1918
- Coccometra hagenii (Pourtalès, 1868)
- Coccometra nigrolineata A.H. Clark, 1918